# وولف آيلاند

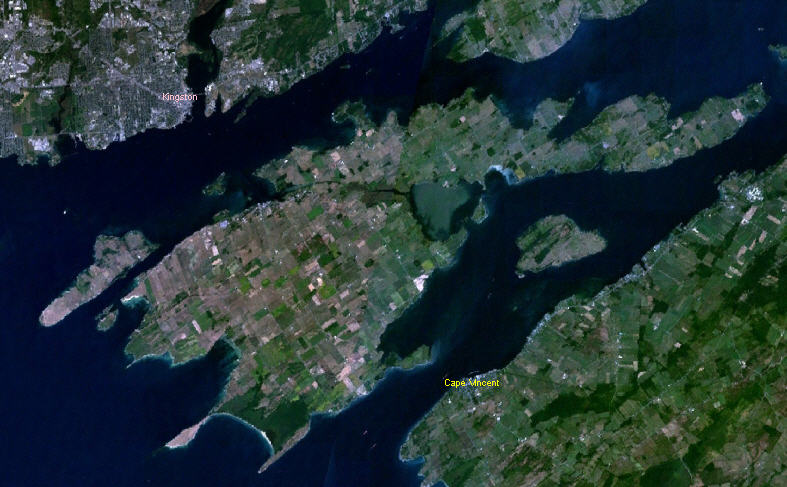
صورة فضائية للجزيرة.

وولف آيلاند (بالإنجليزية: Wolfe Island)‏ هي جزيرة تقع عند مدخل نهر سانت لورانس في بحيرة أونتاريو بالقرب من كينغستون، أونتاريو. الجزيرة هي جزء من مقاطعة فرونتناك، أونتاريو. وتشكل بلدية جزر فرونتناك مع جزيرة هاو وجزيرة سيمكو وجزيرة هيكوري. وهي أكبر الجزر الألف. أكبر تجمع سكاني في الجزيرة هو ماريزفيل. وكانت الجزيرة جزء من أراضي الصيد التقليدية للشعب موهوك تيينديناغا والاسم الأصلي للجزيرة هو غانونكويسنوت('الجزيرة الطويلة الواقفة'). كانت تسمى جراند إيل من قبل الفرنسيين، ولكن سميت لاحقا على الجنرال البريطاني جيمس وولف من قبل المستوطنين البريطانيين.

## أعلام
- جيمس دوسن